# Liste der Monuments historiques in Barr
Die Liste der Monuments historiques in Barr führt die Monuments historiques in der französischen Gemeinde Barr auf.

## Liste der Bauwerke
| Bezeichnung                      | Beschreibung | Standort                            | Kennzeichnung | Schutzstatus | Datum | Bild           |
| -------------------------------- | --- | ----------------------------------- | ------------- | ------------ | ----- | -------------- |
| Hôtel de Ville                   | ursprünglich die Kleppernburg oder Wepfermannsburg, 12. oder 13. Jahrhundert; ab 1640 von der Stadt Straßburg umgebaut | 1, place de l’Hôtel de Ville (Lage) | PA00084600    | Inscrit      | 1931  | weitere Bilder |
| Protestantische Kirche St-Martin | romanischer Chorturm, Ende des 12. Jahrhunderts; Schiff von 1852                                                       | Rue de l’Eglise (Lage)              | PA00084598    | Inscrit      | 1935  | weitere Bilder |
| Hôtel Marco                      | heute Museum; Hôtel particulier, 1763 gebaut                                                                           | 30, rue du Docteur Sultzer (Lage)   | PA00084599    | Inscrit      | 1935  | weitere Bilder |
| Wohnhaus                         | Fachwerkhaus, 1726 erbaut                                                                                              | 4, place de l’Hôtel de Ville (Lage) | PA00084601    | Inscrit      | 1935  | weitere Bilder |

## Liste der Objekte
| Bezeichnung                                                   | Beschreibung | Standort                                                    | Kennzeichnung | Schutzstatus   | Datum     | Bild |
| ------------------------------------------------------------- | --- | ----------------------------------------------------------- | ------------- | -------------- | --------- | ---- |
| Orgel                                                         | Ensemble aus PM67000021 und PM67000986                                                                                                  | in der protestantischen Kirche, auf der Empore (Lage)       | PM67000985    | Classé Inscrit | 1972 1974 |      |
| Instrumentalteil der Orgel                                    | 1738/39 von Johann Andreas Silbermann gebaut, 1838/39 und 1852 von Stiehr-Mockers umgebaut; fünf Silbermann-Register in Barr erhalten   | in der protestantischen Kirche, auf der Empore (Lage)       | PM67000021    | Classé         | 1972      |      |
| Orgelprospekt                                                 | Eichenholz, 1852 von Stiehr-Mockers gebaut                                                                                              | in der protestantischen Kirche, auf der Empore (Lage)       | PM67000986    | Inscrit        | 1974      |      |
| Altar                                                         | verschiedene Hölzer, um 1685 | in der protestantischen Kirche, in der Sakristei (Lage)     | PM67000863    | Classé         | 2000      |      |
| Kanzel                                                        | verschiedene Hölzer, 1672, Sandsteinsockel, 1571                                                                                        | in der protestantischen Kirche, in der Sakristei (Lage)     | PM67000864    | Classé         | 2000      |      |
| Große Glocke                                                  | Bronze, 1785 von Matthäus Edel gegossen                                                                                                 | in der protestantischen Kirche, im Kirchturm (Lage)         | PM67001566    | Classé         | 1995      |      |
| Marienglocke                                                  | Bronze, 1826 von Johann Ludwig Edel gegossen                                                                                            | in der protestantischen Kirche, im Kirchturm (Lage)         | PM67001564    | Inscrit        | 1995      |      |
| Martinsglocke                                                 | Bronze, 1826 von Johann Ludwig Edel gegossen                                                                                            | in der protestantischen Kirche, im Kirchturm (Lage)         | PM67001565    | Inscrit        | 1995      |      |
| Gemälde Frauen aus Meistratzheim und Obernai                  | auch Pilgerinnen am Odilienberg; Ölfarbe auf Leinwand, Holzrahmen, 1881, von Martin von Feuerstein                                      | im Hôtel de Ville (Lage)                                    | PM67001203    | Inscrit        | 2004      |      |
| Zeichnung Allegorie des Friedens                              | Tusche und Wasserfarben auf Papier, 1919, von Martin von Feuerstein; Studie für die Aussegnungshalle auf dem Hauptfriedhof in Pforzheim | im Hôtel de Ville (Lage)                                    | PM67001202    | Inscrit        | 2004      |      |
| Zwei Wahlurnen                                                | Holz, bemalt und vergoldet, 1833 | im Hôtel de Ville (Lage)                                    | PM67000961    | Classé         | 2006      |      |
| Intarsienbild [Ansicht der Place de l’Hôtel de Ville in Barr] | verschiedene Hölzer, erste Hälfte des 20. Jahrhunderts                                                                                  | im Hôtel de Ville (Lage)                                    | PM67001201    | Inscrit        | 2004      |      |
| Schrank                                                       | verschiedene Hölzer, 1678 | im Hôtel de Ville (Lage)                                    | PM67001204    | Classé         | 2004      |      |
| Orgel                                                         | Ensemble aus PM67000730 und PM67000508                                                                                                  | in der katholischen Kirche St-Martin, auf dem Empore (Lage) | PM67000987    | Classé         | 1991 1995 |      |
| Instrumentalteil der Orgel                                    | 1826 von Stiehr-Mockers gebaut, 1932 von François Kriess umgebaut                                                                       | in der katholischen Kirche St-Martin, auf dem Empore (Lage) | PM67000508    | Classé         | 1991      |      |
| Orgelprospekt                                                 | 1826 von Stiehr-Mockers gebaut | in der katholischen Kirche St-Martin, auf dem Empore (Lage) | PM67000730    | Classé         | 1995      |      |